# Juan Miguel Aguilera
Juan Miguel Aguilera (nacido en Valencia en 1960) es un escritor de ciencia ficción. Se formó como diseñador industrial, aunque destaca por su importancia dentro de la ciencia ficción española.
Sus primeras novelas, entre 1988 y 1994, están escritas en colaboración con Javier Redal. Son historias enmarcadas en la ciencia ficción dura (hard) y ambientadas en La Saga de Akasa-Puspa. La recreación de mundos y ambientes es muy consistente y detallista. Mundos en el abismo y sus continuaciones Hijos de la eternidad y Mundos y demonios combinan una trama típica de ópera espacial con elementos de ciencia ficción hard. En cuanto a El refugio, de 1994, muestra una notable solvencia científica en biotecnología, bioquímica, comunicación entre especies o en evolución, en parte debida también a la formación como biólogo de su coautor Javier Redal.
También ha colaborado con los escritores Rafael Marín Trechera (Contra el tiempo, de 2001 y Oceanum  de 2012), Eduardo Vaquerizo (Stranded, de 2001)  y Javier Negrete (La Zona, de 2012) 
En su obras en solitario deja en un plano secundario los detalles más estrictamente científicos y mezcla elementos de fantasía, en un género que la crítica francesa y él mismo han calificado de "historia especulativa": una forma de novela histórica muy documentada que se desliza progresivamente hacia los terrenos del fantástico, como La locura de Dios, con Ramón Llull de protagonista.
En 2025, tras un decenio retirado de la producción literaria, ha publicado Arcología, una novela en la que se aleja de su línea más especulativa para centrarse en los retos de nuestro presente, como el equilibrio entre sostenibilidad y tecnología, el cambio climático o el auge del imperialismo económico chino.
También ha participado como guionista de la película Náufragos y en la serie de cómiics Avatar, con Rafa Fonteriz. Como ilustrador ha elaborado numerosas portadas para libros de ciencia ficción. Su cubierta para The 1000 Year Reich, de Ian Watson, fue finalista de los BSFA Awards de 2016 y le valió el ESFS Award de 2017.
Ha recibido los premios Ignotus, Alberto Magno, Gabriel a la labor de una vida, Imaginales de la ciencia ficción francesa,  Bob Morane (Bélgica), y Juli Verne (Anddorra).
Entre 2000 y 2002 fue presidente de la Asociación Española de Fantasía, Ciencia Ficción y Terror.

## Obra

### Novelas
- Mundos en el abismo (1988) (con Javier Redal) ISBN 978-84-7386-503-6
- Hijos de la eternidad (1990) (con Javier Redal) ISBN 978-84-7386-552-4
- En un vacío insondable (1994) (con Javier Redal)
- El refugio (1994) (con Javier Redal) ISBN 978-84-406-4749-8
- La locura de Dios (1998) ISBN 978-84-226-8666-8
- Contra el tiempo (2001) (con Rafael Marín) ISBN 978-84-930922-6-9
- Mundos en la eternidad (2001) (versión revisada de Mundos en el abismo e Hijos de la eternidad) ISBN 978-84-95495-10-5
- Stranded (Náufragos) (2001) (con Eduardo Vaquerizo, novelización del guion de la película del mismo título) ISBN 978-84-663-0349-1
- Rihla (2003) ISBN 978-84-450-7509-8
- Mundos y demonios (2005) ISBN 978-84-96173-39-2
- El sueño de la razón (2006) ISBN 978-84-450-7596-8
- La red de Indra (2009) ISBN 978-84-9889-023-5
- La Zona (2012) (con Javier Negrete) ISBN 978-84-670-3712-8
- Oceanum (2012) (con Rafael Marín) ISBN 978-84-683-0401-4
- Sindbad en el País del Sueño (2014) ISBN 978-84-158-3116-7
- Viaje a las Tierras del Ocaso (2014 Reedición de Rihla) ISBN 978-84-943-2080-4
- Arcología (2025) ISBN 979-13-87599-02-7 [2][3]

### Relatos
- Sangrando correctamente (1981) (con Javier Redal)
- Ari, el tonto (1992) (con Javier Redal)
- Maleficio (1995) (con Javier Redal)
- El bosque de hielo (1995)
- La llavor del mal (1996) (con Ricardo Lázaro)
- Semilla (1998)

#### Relatos en libros colectivos
- Mañana todavía. Doce distopías para el siglo XXI. Editor: Ricard Ruiz Garzón. Fantascy: 2014.[5]

### Cómics
- Avatar: Un regard dans l'abîme (2003) (con Rafa Fonteriz) [España: Avatar (2003)]
- Avatar: Griffes dans le Vent (2004) (con Rafa Fonteriz) [España: Avatar: Garras en el viento, (2006)]
- Avatar: Les fissures de ma caverne (2006) (con Rafa Fonteriz)
- Road Cartoons (1998) (con Paco Roca)
- GOG (2000) (con Paco Roca)

### Guion cinematográfico
- Stranded (Náufragos) (2001)

### Artículos
- Imágenes de ordenador en el cine (1999)